# Clark Eldridge
Clark Eldridge (1896-1990) fue un ingeniero civil estadounidense, uno de los diseñadores del primer puente de Tacoma Narrows, que colapsó en 1940 por problemas aerodinámicos. 

## Semblanza
En 1936, Eldridge se incorporó al Departamento de Carreteras del Estado de Washington. Diseñó dos de los puentes más colosales del estado, el puente flotante del lago Washington y el primer puente de Tacoma Narrows. Desde el principio, Eldridge consideró el puente de Tacoma Narrows como «su puente». El Departamento de Carreteras del Estado de Washington le había planteado la necesidad de encontrar financiación para contribuir a construirlo, y pudo conseguirla. Sin embargo, los funcionarios federales consideraron que el diseño de Eldridge era demasiado costoso, por lo que exigieron que la Autoridad del Puente de Peaje del Estado de Washington contratara al destacado ingeniero de puentes colgantes Leon Moisseiff de Nueva York como consultor. 
Cuando el puente de Tacoma Narrows (conocido como Galloping Gertie) se derrumbó en 1940, Eldridge aceptó parte de la culpa. 
A finales de 1941, Eldridge trabajaba para la Armada de los Estados Unidos en Guam cuando comenzó la Segunda Guerra Mundial. Fue capturado por los japoneses y pasó el resto de la guerra, tres años y nueve meses, como prisionero de guerra en un campo de prisioneros de concentración en Japón. Allí fue reconocido por un oficial japonés que había estudiado en América; se acercó a Eldrige y le dijo sin rodeos: «¡Puente de Tacoma!'».